# Hydroporus
Hydroporus es un género de escarabajos de agua originarios del Paleártico (incluyendo Europa, el Cercano Oriente, y Norte de África) y el Neártico. El género Hydroporus fue descrito en 1806 por el entomólogo suizo Joseph Philippe de Clairville.
Los escarabajos acuáticos son depredadores feroces y se alimentan de todos los animales más débiles. Se alimentan no sólo de insectos acuáticos sino también de huevos de peces y anfibios. Las especies grandes de escarabajos acuáticos atacarán incluso a peces más grandes.

## Descripción
Miden de 2,6 a 7,1 milímetros (0,1 a 0,3 plg). Generalmente de color oscuro, algunas especies tienen marcas de color claro en los élitros. Son acuáticos, prefieren las orillas de charcos y cuerpos de agua pequeños y mansos, principalmente en aguas altamente oxigenadas montañosas.
Los escarabajos de agua son altamente adaptados a su ambiente. Su cuerpo tiene forma de buque y sus patas con una amplia gama de adaptaciones para la vida acuática. Sus patas posteriores sirven como remos, son aplanadas y los segmentos tarsales tienen una franja gruesa de pelos rígidos que sirven para aumentar la superficie de área. El tórax es ancho y plano y la cabeza de forma semicircular con una superficie lisa.
Los escarabajos acuáticos respiran aire atmosférico. Si el escarabajo va a permanecer sumergido durante mucho tiempo, debe tener una reserva de aire. Esto lo proporcionan las burbujas de aire que el escarabajo lleva debajo de los élitros, cerca de la abertura de los tubos traqueales, de ahí su nombre hydroporus. De vez en cuando, el escarabajo sube a la superficie del agua y levanta la punta de su abdomen en el aire y, al levantar los élitros, atrapa un suministro de aire fresco.

## Especies
- Hydroporus acutangulus Thomson, 1856
- Hydroporus americanus Aubé, 1838
- Hydroporus amguemensis Shaverdo, 2003
- Hydroporus ampliatus Zaitzev, 1927
- Hydroporus analis Aubé, 1838
- Hydroporus anatolicus J.Balfour-Browne, 1963
- Hydroporus angusi Nilsson, 1990
- Hydroporus angustatus Sturm, 1835
- Hydroporus apenninus Pederzani & Rocchi, 2005
- Hydroporus appalachius Sherman, 1913
- Hydroporus artvinensis Fery & Köksal, 2009
- Hydroporus askalensis Wewalka, 1992
- Hydroporus aurora Larson & Roughley, 2000
- Hydroporus axillaris LeConte, 1853
- Hydroporus badiellus Fall, 1923
- Hydroporus basinotatus Reiche, 1864
- Hydroporus bergmani Nilsson, 1995
- Hydroporus bodemeyeri Ganglbauer, 1900
- Hydroporus boraeorum Larson & Roughley, 2000
- Hydroporus brancoi Rocchi, 1981
- Hydroporus brancuccii Fery, 1987
- Hydroporus brevicornis Fall, 1917
- Hydroporus brevis R.F.Sahlberg, 1834
- Hydroporus breviusculus Poppius, 1905
- Hydroporus brucki Wehncke, 1875
- Hydroporus cagrankaya Fery & Köksal, 2009
- Hydroporus cantabricus Sharp, 1882
- Hydroporus carli Wewalka, 1992
- Hydroporus carrorum Larson, 1975
- Hydroporus civicus Sharp, 1887
- Hydroporus clessini Lomnicki, 1894
- Hydroporus columbianus Fall, 1923
- Hydroporus compunctus Wollaston, 1865
- Hydroporus constantini Hernando & Fresneda, 1996
- Hydroporus crinitisternus Shaverdo & Fery, 2001
- Hydroporus cuprescens K.W.Miller & Fery, 1995
- Hydroporus decipiens Sharp, 1878
- Hydroporus dentellus Fall, 1917
- Hydroporus despectus Sharp, 1882
- Hydroporus dichrous F.E.Melsheimer, 1844
- Hydroporus discretus Fairmaire & Brisout de Barneville, 1859
- Hydroporus distinguendus Desbrochers des Loges, 1871
- Hydroporus dobrogeanus Ienistea, 1962
- Hydroporus edenianus Lesne, 1926
- Hydroporus elongatulus Sturm, 1835
- Hydroporus errans Sharp, 1882
- Hydroporus erythrocephalus (Linnaeus, 1758)
- Hydroporus erzurumensis Erman & Fery, 2000
- Hydroporus falli Blatchley, 1925
- Hydroporus ferrugineus Stephens, 1829
- Hydroporus feryi Wewalka, 1992
- Hydroporus fortis LeConte, 1852
- Hydroporus foveolatus Heer, 1839
- Hydroporus fuscipennis Schaum, 1868
- Hydroporus geniculatus Thomson, 1856
- Hydroporus georgicus Bilyashiwski, 2004
- Hydroporus glabriusculus Aubé, 1838
- Hydroporus glasunovi Zaitzev, 1905
- Hydroporus goldschmidti Gschwendtner, 1923
- Hydroporus gossei Larson & Roughley, 2000
- Hydroporus gueorguievi Wewalka, 1975
- Hydroporus guernei Régimbart, 1891
- Hydroporus gyllenhalii Schiödte, 1841
- Hydroporus hebaueri Hendrich, 1990
- Hydroporus hellenicus Mazzoldi & Toledo, 1992
- Hydroporus humilis Klug, 1834
- Hydroporus hygrotoides Fery, 2000
- Hydroporus ijimai Nilsson & Nakane, 1993
- Hydroporus inanimatus Scudder, 1900
- Hydroporus incognitus Sharp, 1869
- Hydroporus incommodus Fery, 2006
- Hydroporus ineptus Sharp, 1882
- Hydroporus inscitus Sharp, 1882
- Hydroporus inundatus Scudder, 1900
- Hydroporus jacobsoni Zaitzev, 1927
- Hydroporus jonicus L.Miller, 1862
- Hydroporus jurjurensis Régimbart, 1895
- Hydroporus kabakovi Fery & Petrov, 2006
- Hydroporus kasyi Wewalka, 1984
- Hydroporus klamathensis Larson & Roughley, 2000
- Hydroporus kozlovskii Zaitzev, 1927
- Hydroporus kraatzii Schaum, 1868
- Hydroporus kryshtali Bilyashiwski, 1993
- Hydroporus lapideus Riha, 1974
- Hydroporus lapponum (Gyllenhal, 1808)
- Hydroporus larsoni Nilsson, 1984
- Hydroporus laticollis Zimmermann, 1922
- Hydroporus leechi Gordon, 1981
- Hydroporus lenkoranensis Fery, 1999
- Hydroporus libanus Régimbart, 1901
- Hydroporus limbatus Aubé, 1838
- Hydroporus lluci Fery, 1999
- Hydroporus longicornis Sharp, 1871
- Hydroporus longiusculus Gemminger & Harold, 1868
- Hydroporus longulus Mulsant & Rey, 1861
- Hydroporus lucasi Reiche, 1866
- Hydroporus lundbergi Fery & Köksal, 2009
- Hydroporus lundbladi (Falkenström, 1938)
- Hydroporus macedonicus Fery & Pesic, 2006
- Hydroporus mannerheimi J.Balfour-Browne, 1944
- Hydroporus marginatus (Duftschmid, 1805)
- Hydroporus mariannae Wewalka, 1974
- Hydroporus martensi Brancucci, 1981
- Hydroporus melanarius Sturm, 1835
- Hydroporus melsheimeri Fall, 1917
- Hydroporus memnonius Nicolai, 1822
- Hydroporus morio Aubé, 1838
- Hydroporus multiguttatus Régimbart, 1878
- Hydroporus multipunctatus Statz, 1939
- Hydroporus nanpingensis Toledo & Mazzoldi, 1996
- Hydroporus neclae Erman & Fery, 2006
- Hydroporus necopinatus Fery, 1999
- Hydroporus neglectus Schaum, 1845
- Hydroporus nevadensis Sharp, 1882
- Hydroporus nigellus Mannerheim, 1853
- Hydroporus niger Say, 1823
- Hydroporus nigrita (Fabricius, 1792)
- Hydroporus normandi Régimbart, 1903
- Hydroporus notabilis LeConte, 1850
- Hydroporus notatus Sturm, 1835
- Hydroporus oasis Wewalka, 1992
- Hydroporus obscurus Sturm, 1835
- Hydroporus obsoletus Aubé, 1838
- Hydroporus occidentalis Sharp, 1882
- Hydroporus paganettianus Scholz, 1923
- Hydroporus palustris (Linnaeus, 1761)
- Hydroporus pervicinus Fall, 1923
- Hydroporus petrefactus Weyenbergh, 1869
- Hydroporus pfefferi Wewalka, 1974
- Hydroporus pilosus (Guignot, 1949)
- Hydroporus planus (Fabricius, 1782)
- Hydroporus pleistocenicus Lomnicki, 1894
- Hydroporus polaris Fall, 1923
- Hydroporus praedorsalis Lomnicki, 1894
- Hydroporus praenigrita Lomnicki, 1894
- Hydroporus praenivalis Lomnicki, 1894
- Hydroporus productus Fairmaire, 1880
- Hydroporus pseudoniger Nilsson & Fery, 2006
- Hydroporus pseudopubescens Zimmermann, 1919
- Hydroporus puberulus LeConte, 1850
- Hydroporus pubescens (Gyllenhal, 1808)
- Hydroporus punctipennis J.Sahlberg, 1880
- Hydroporus rectus Fall, 1923
- Hydroporus regularis Sharp, 1882
- Hydroporus rufifrons (O.F.Müller, 1776)
- Hydroporus rufilabris Sharp, 1882
- Hydroporus rufinasus Mannerheim, 1852
- Hydroporus sabaudus Fauvel, 1865
- Hydroporus saghaliensis Takizawa, 1933
- Hydroporus sandbergeri Lomnicki, 1894
- Hydroporus sanfilippoi Ghidini, 1958
- Hydroporus sardomontanus Pederzani, Rocchi & Schizzerotto, 2004
- Hydroporus scalesianus Stephens, 1828
- Hydroporus sectus Scudder, 1900
- Hydroporus semenowi Jakovlev, 1897
- Hydroporus sibiricus J.Sahlberg, 1880
- Hydroporus signatus Mannerheim, 1853
- Hydroporus simplex Gordon, 1981
- Hydroporus sinuatipes Fall, 1923
- Hydroporus sivrikaya Fery & Köksal, 2009
- Hydroporus spangleri Gordon, 1981
- Hydroporus springeri J.Müller, 1924
- Hydroporus statzi Nilsson, 2001
- Hydroporus striola (Gyllenhal, 1826)
- Hydroporus subarcticus Lomnicki, 1894
- Hydroporus submuticus Thomson, 1874
- Hydroporus subpubescens LeConte, 1852
- Hydroporus tademus Leech, 1949
- Hydroporus talyschensis Bilyashiwski, 2004
- Hydroporus tartaricus LeConte, 1850
- Hydroporus tatianae Fery & Petrov, 2006
- Hydroporus tenebrosus LeConte, 1850
- Hydroporus teres Sharp, 1882
- Hydroporus tessellatus (Drapiez, 1819)
- Hydroporus theobaldi Nilsson, 2003
- Hydroporus thracicus Guéorguiev, 1966
- Hydroporus tibetanus Zaitzev, 1953
- Hydroporus tokui Satô, 1985
- Hydroporus toledoi Fery & Köksal, 2009
- Hydroporus transgrediens Gschwendtner, 1923
- Hydroporus transpunctatus Chandler, 1941
- Hydroporus tristis (Paykull, 1798)
- Hydroporus tuvaensis Pederzani, 2001
- Hydroporus uenoi Nakane, 1963
- Hydroporus umbrosus (Gyllenhal, 1808)
- Hydroporus vagepictus Fairmaire & Laboulbène, 1855
- Hydroporus vespertinus Fery & Hendrich, 1988
- Hydroporus yakutiae Nilsson, 1990
- Hydroporus zackii Larson & Roughley, 2000
- Hydroporus zimmermanni J.Müller, 1926